# Saarland Trofeo
Le LVM Saarland Trofeo (Trofeo Karlsberg jusqu'en 2016) est une course cycliste allemande créée en 1988 qui se déroule au mois de mai. Elle met aux prises uniquement des coureurs juniors (17/18 ans). La course fait partie de la Coupe des Nations Juniors.
En 2017, le Trofeo célèbre son 30e anniversaire. Le principal sponsor Karlsberg cesse de sponsoriser l'épreuve après 29 ans de financement. Aucun nouveau sponsor principal ne le remplace. Ainsi, la course s'appelle simplement le « Trofeo der Gemeinde Gersheim », soit le Trophée de la commune de Gersheim. En 2018, la course est officiellement renommée « Saarland Trofeo » sous l'égide du ministère de l'Intérieur, du Saarpfalz et des villes et villages de Hombourg, Blieskastel, Gersheim et Mandelbachtal. L'édition 2020 est annulée en raison de la pandémie de coronavirus.

## Palmarès
| Année                        | Vainqueur                | Deuxième             | Troisième              |
| ---------------------------- | ------------------------ | -------------------- | ---------------------- |
| Trofeo Karlsberg             |                          |                      |                        |
| 1988                         | Roman Judèz              |                      |                        |
| 1989                         | Bobby Julich             |                      |                        |
| 1990                         | Volker Marquard          | Heiko Sigmund        | Ralf Grabsch           |
| 1991-1992                    | Pas de classement        | Pas de classement    | Pas de classement      |
| 1993                         | Jerome Klein             | Jörg Jaksche         | Roland Döring          |
| 1994                         | Andreas Klier            | Ronny Lauke          | Jerome Klein           |
| 1995                         | Holger Loew (de)         | Jean-Patrick Nazon   | René Wolff             |
| 1996                         | Dimitri Dementiev        | Denis Bondarenko     | Dmitri Gainitdinov     |
| 1997                         | Robert Kaiser (de)       | Brian Hayes          | Thomas Hierlwimmer     |
| 1998                         | Anthony Geslin           | Björn Schröder       | Mark Scheinder         |
| 1999                         | Petter Renäng (de)       | Theo Eltink          | Steve Cummings         |
| 2000                         | Marcel Sieberg           | Piotr Mazur          | Marcus Burghardt       |
| 2001                         | Marcus Burghardt         | Thomas Fothen        | Mathieu Perget         |
| 2002                         | Felix Odebrecht (de)     | Sebastian Schwager   | Nico Graf (de)         |
| 2003                         | Anton Rechetnikov        | Nico Graf (de)       | Artur Gajek            |
| 2004                         | Anders Berendt Hansen    | Sebastian Hans (de)  | Petr Novotný           |
| 2005                         | Gatis Smukulis           | Stefan Denifl        | Florian Frohn          |
| 2006                         | Oliver Giesecke          | Dmitriy Sokolov      | Matthias Krizek        |
| 2007                         | Matthias Brändle         | Dominik Nerz         | Indulis Bekmanis       |
| 2008                         | Michał Kwiatkowski       | Vegard Breen         | Wilco Kelderman        |
| 2009                         | Emil Hovmand (de)        | Dylan van Baarle     | Nikias Arndt           |
| 2010                         | Lawson Craddock          | Bob Jungels          | Jasha Sütterlin        |
| 2011                         | Pierre-Henri Lecuisinier | Rasmus Lund Hestbek  | Ivar Slik              |
| 2012                         | Mads Pedersen            | Fredrik Ludvigsson   | Taylor Eisenhart       |
| 2013                         | Mads Pedersen            | Geoffrey Curran      | Mathias Rask           |
| 2014                         | Edward Dunbar            | Lennard Kämna        | Benjamin Brkic         |
| 2015                         | Patrick Haller           | Thomas Vereecken     | Clément Bétouigt-Suire |
| 2016                         | Brandon McNulty          | Ethan Hayter         | Ian Garrison           |
| Trofeo der Gemeinde Gersheim |                          |                      |                        |
| 2017                         | Julius Johansen          | Niklas Märkl         | Daan Hoole             |
| LVM Saarland Trofeo          |                          |                      |                        |
| 2018                         | Søren Wærenskjold        | Karel Vacek          | Ludvig Aasheim         |
| 2019                         | Hannes Wilksch           | Marco Brenner        | Maurice Ballerstedt    |
| 2020                         | annulé                   | annulé               | annulé                 |
| 2021                         | Trym Brennsæter          | Moritz Kärsten       | Maxence Place          |
| 2022                         | Mathieu Kockelmann       | Thibaud Gruel        | Jørgen Nordhagen       |
| 2023                         | Louis Leidert            | Patrick Frydkjær     | Tomos Pattinson        |
| 2024                         | Jasper Schoofs           | Ashlin Barry         | Felix Ørn-Kristoff     |
| 2025                         | Seff Van Kerckhove       | Noah Lindholm Møller | Max Hinds              |